# Mont Lincoln
Pour les articles homonymes, voir Lincoln.
Le mont Lincoln, en anglais Mount Lincoln, est un sommet montagneux américain dans le comté de Park, au Colorado. Il culmine à 4 354 mètres d'altitude dans le chaînon Mosquito. Il est protégé au sein de la forêt nationale de Pike.

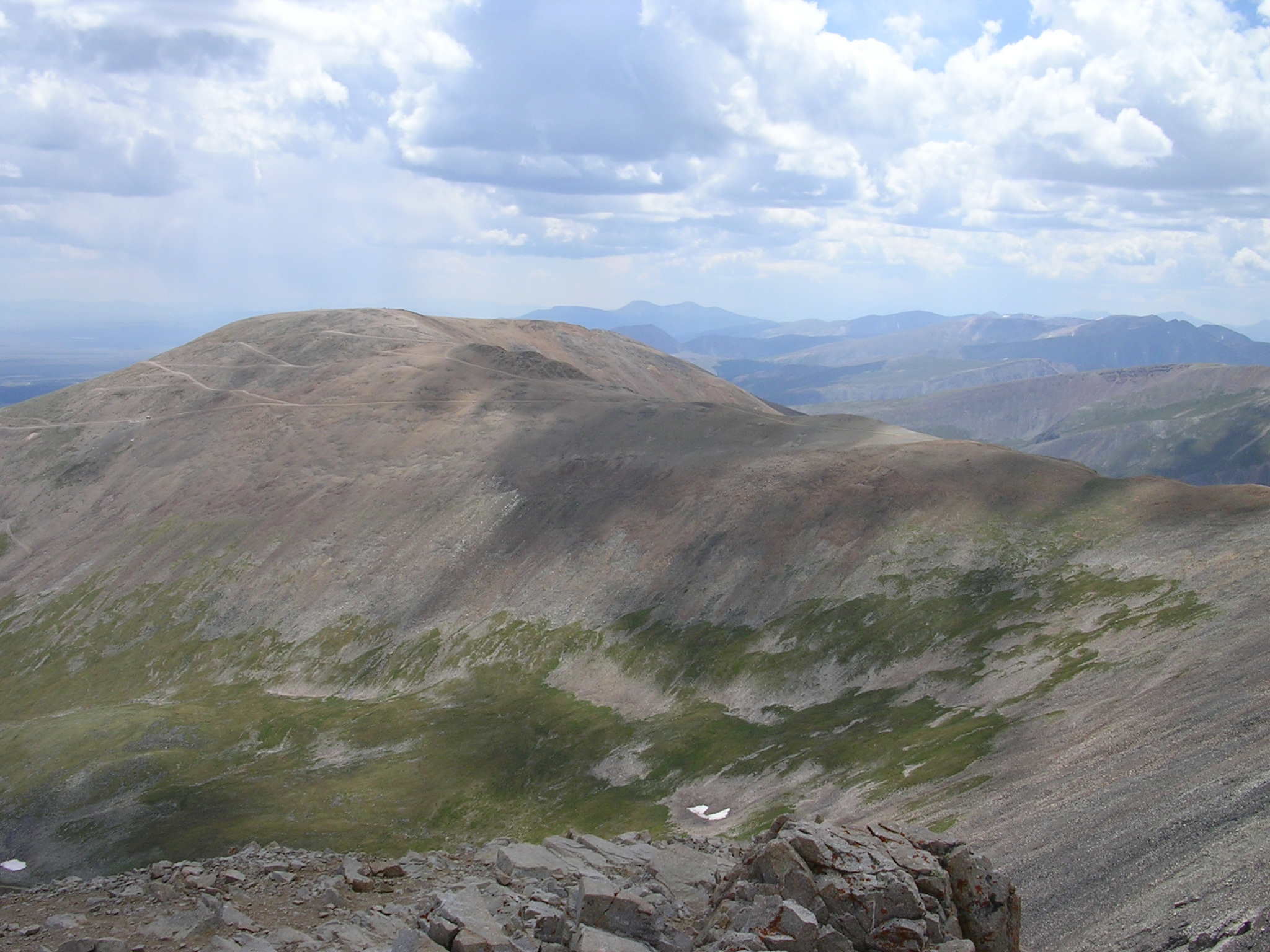
Le mont Bross vu depuis le sommet du mont Lincoln.